# Ivana od Chinyja
Belgijska plemkinja Ivana od Chinyja (francuski: Jeanne de Chiny; o. 1205. — 17. siječnja 1271.) bila je grofica vladarica Chinyja. Njezin je muž bio Arnold IV. od Loona.

## Biografija
Ivana je rođena oko 1205. godine. Njezin je otac bio njezin prethodnik, grof Luj IV., a majka joj je bila Lujeva žena, gospa Matilda od Avesnesa. Ivanin je djed po ocu bio grof Luj III., koji je umro u Srbiji.
Luj IV. od Chinyja je umro 7. listopada 1226. te ga je Ivana naslijedila na mjestu grofa Chinyja. Udala se za Arnolda IV. od Loona prije 1230. godine. Arnold je vladao zajedno s Ivanom.
Ivana je umrla 17. siječnja 1271. te ju je suprug naslijedio, a umro je 1273. (ili možda godinu ranije).

## Djeca
Djeca Ivane i njezina supruga Arnolda:
- Ivan I. od Loona (Jean)
- sin, zaručnik Katarine od Lotaringije[5]
- Luj V. od Chinyja
- Arnold
- Henrik
- Gerard
- Elizabeta, žena Tome, lorda od Vervinsa
- Adela(jda), žena Dirka od Valkenburga i Alberta od Voornea
- Margareta?